# Kreis Eger
Der Kreis Eger (ungarisch Egri járás) ist ein Kreis im Osten des nordungarischen Komitats Heves. Er grenzt im Norden an den Kreis Bélapátfalva und im Westen an die Kreise Pétervására und Gyöngyös sowie im Süden an den Kreis Füzesabony. Im Osten bildet das Komitat Borsod-Abaúj-Zemplén die Grenze.

## Geschichte
Der Kreis entstand im Zuge der ungarischen Verwaltungsreform Anfang 2013 als Nachfolger des gleichnamigen Kleingebiets (ungarisch Egri kistérség) mit allen 17 Gemeinden. Zusätzliche 5 Gemeinden aus dem nördlicher gelegenen Kleingebiet Bélapátfalva vergrößerten das Gebiet noch um 4 % der Bevölkerung (3.330 Ew.) bzw. 15,1 % der Fläche (79,17 km²).

## Gemeindeübersicht
Der Kreis Eger hat eine durchschnittliche Gemeindegröße von 3.888 Einwohnern auf einer Fläche von 27,37 Quadratkilometern. Ohne die Kreisstadt Eger verringern sich diese Werte auf 1.479 Ew. bzw. 24,28 km². Die Bevölkerungsdichte des bevölkerungsreichsten Kreises ist die höchste im Komitat. Der Verwaltungssitz befindet sich in der größten Stadt, Eger, im Zentrum des Kreises gelegen. Eger ist zugleich Komitatssitz und verfügt über die gleichen Rechte wie ein Komitat (ungarisch megyei jogú város).
| Gemeinde        | Status   | Herkunft Kleingebiet | Einwohnerzahl | Einwohnerzahl | Einwohnerzahl | Fläche (km²) | Bevölkerungs- dichte (Ew./km²) |
| Gemeinde        | Status   | Herkunft Kleingebiet | 01.10.2011    | 01.01.2013    | 01.01.2016    | 01.01.2016   | Bevölkerungs- dichte (Ew./km²) |
| --------------- | -------- | -------------------- | ------------- | ------------- | ------------- | ------------ | ------------------------------ |
| Andornaktálya   | Gemeinde | Eger                 | 2.816         | 2.713         | 2.615         | 16,75        | 156,1                          |
| Bátor           | Gemeinde | Bélapátfalva         | 366           | 352           | 346           | 27,32        | 12,7                           |
| Demjén          | Gemeinde | Eger                 | 606           | 606           | 592           | 25,08        | 23,6                           |
| Eger            | Stadt    | Eger                 | 56.569        | 54.867        | 54.480        | 92,21        | 590,8                          |
| Egerbakta       | Gemeinde | Eger                 | 1.483         | 1.445         | 1.437         | 32,37        | 44,4                           |
| Egerbocs        | Gemeinde | Bélapátfalva         | 591           | 588           | 549           | 15,95        | 34,4                           |
| Egercsehi       | Gemeinde | Bélapátfalva         | 1.371         | 1.346         | 1.280         | 10,39        | 123,2                          |
| Egerszalók      | Gemeinde | Eger                 | 1.889         | 1.927         | 2.037         | 23,11        | 88,1                           |
| Egerszólát      | Gemeinde | Eger                 | 1.040         | 1.022         | 1.007         | 26,10        | 38,6                           |
| Feldebrő        | Gemeinde | Eger                 | 1.025         | 1.011         | 945           | 26,52        | 35,6                           |
| Felsőtárkány    | Gemeinde | Eger                 | 3.452         | 3.479         | 3.544         | 77,32        | 45,8                           |
| Hevesaranyos    | Gemeinde | Bélapátfalva         | 627           | 602           | 589           | 17,02        | 34,6                           |
| Kerecsend       | Gemeinde | Eger                 | 2.242         | 2.274         | 2.354         | 24,58        | 95,8                           |
| Maklár          | Gemeinde | Eger                 | 2.406         | 2.411         | 2.331         | 28,01        | 83,2                           |
| Nagytálya       | Gemeinde | Eger                 | 892           | 869           | 831           | 13,19        | 63,0                           |
| Noszvaj         | Gemeinde | Eger                 | 1.793         | 1.856         | 1.925         | 18,84        | 102,2                          |
| Novaj           | Gemeinde | Eger                 | 1.380         | 1.389         | 1.309         | 18,52        | 70,7                           |
| Ostoros         | Gemeinde | Eger                 | 2.666         | 2.654         | 2.574         | 23,51        | 109,5                          |
| Szarvaskő       | Gemeinde | Eger                 | 325           | 333           | 344           | 12,59        | 27,3                           |
| Szúcs           | Gemeinde | Bélapátfalva         | 397           | 442           | 413           | 8,49         | 48,6                           |
| Tarnaszentmária | Gemeinde | Eger                 | 217           | 216           | 227           | 11,00        | 20,6                           |
| Verpelét        | Stadt    | Eger                 | 3.786         | 3.839         | 3.800         | 53,18        | 71,5                           |
| Kreis Eger      |          |                      | 87.939        | 86.241        | 85.529        | 602,05       | 142,1                          |

Der Großgemeinde Verpelét wurde am 15. Juli 2013 das Stadtrecht verliehen.